# Pryšec obecný

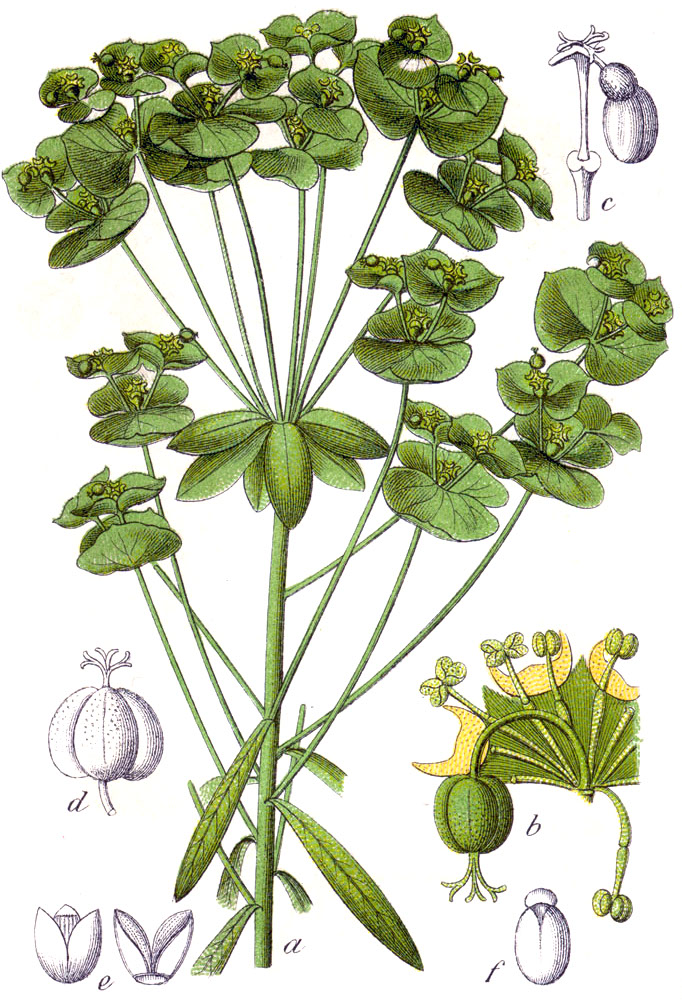
Nákres pryšce obecného

Pryšec obecný (Euphorbia esula) je vytrvalá, až 70 cm vysoká, planě rostoucí rostlina, jeden z více než 25 druhů rodu pryšec které rostou v přírodě České republiky.

## Rozšíření
Druh roste téměř po celé Evropě a dále na Sibiři, ve Střední Asii, v Číně a Koreji. Druhotně se vyskytuje v Severní a Jižní Americe a také v Tichomoří, tam všude se patrně dostal se znečištěným osivem. V Česku je hojně rozšířený od nížin do podhůří, ve vyšších polohách je naopak vzácný.

## Ekologie
Slunomilná rostlina která roste nejčastěji na lehkých, neobdělávaných půdách. Tento hemikryptofyt se vyskytuje hlavně na stráních, loukách i pastvinách, na úhorech, v příkopech podél polních cest, v lužních lesích, na silničních i železničních náspech i na březích vodních nádrží a řek.

## Popis
Pryšec obecný je vytrvalá, lysá, řídce trsnatá bylina vyrůstající z tenkého rozvětveného oddenku. Oblé přímé lodyhy dorůstající do výše 40 až 70 cm se v úžlabí listů silně větví. Střídavě vyrůstající listy jsou přisedlé, úzce obkopinaté, celokrajné a jen u tupě špičatého vrcholu jemně pilovité. Bývají dlouhé 4 až 6 cm a široké 3 až 6 mm, spodní jsou rozestálé a horní vzpřímené.
Lodyha a její odbočky v horní části lodyhy nesou cyathia tvořící květenství, mnohoramenný lichookolík s 10 až 18 větvemi, které se mohou i dvojnásobně vidličnatě větvit. Špičaté podpůrné listeny jsou podlouhlé trojboké a na vrcholu mají ostrou špičku. Srdčité zákrovní listence jsou široce trojboké až ledvinovité a jsou širší než delší. V období po odkvětu jejich zlatožlutě zbarvení zčervená a žlutavé nektarové žlázky zhnědnou. Rostlina kvete v červnu až srpnu. Plody jsou třípouzdré kulovité tobolky, asi 3 mm velké. Obsahují tři hladká, šedohnědá, okrouhle vejčitá, asi 2 mm dlouhá semena se žlutým masíčkem. Ploidie druhu 2n = 60.

## Rozmnožování
Rostlina se rozšiřuje do svého okolí hlavně dlouhými výhonky oddenků které jsou dobře životaschopné a pronikají hluboko do půdy, rostlina tak kolem sebe vytváří kolonii. Na větší vzdálenosti se šíří semeny která si podržují klíčivost po mnoho let. Semena bývají po dozrání vystřelována pukajícími tobolkami až 4 m daleko a roznášejí je také mravenci.

## Význam
Rostlina po poranění roní z mléčnic bílé mléko které po potřísnění kůže zapříčiňuje její svědění nebo vznik puchýřů, při zasažení oka vyvolává zánět rohovky a po požití způsobuje zvracení nebo průjmy. Mléko obsahuje kyselinu euforbiovou a její anhydrid, dále euforbon, pryskyřici, kaučuk, gumu a organické kyseliny.
Druh je ve středoevropské přírodě hodnocen jako málo nebezpečný plevel který obvykle roste na neobdělávaných místech. Jen řídce se vyskytuje i na polích kde zapleveluje vytrvalé pícniny, drží se však většinou při okrajích a lze ho úspěšně likvidovat herbicidy.
Na západě Kanady a Spojených států je pryšec obecný považován za velkou hrozbu, je zapsán na seznamu 100 světově nejnebezpečnějších plevelů a každá rostlina je povinně hubena. Pro jeho omezení tam byli zkoušeni i brouci dřepčíci (Alticini) napadající květy.

## Galerie

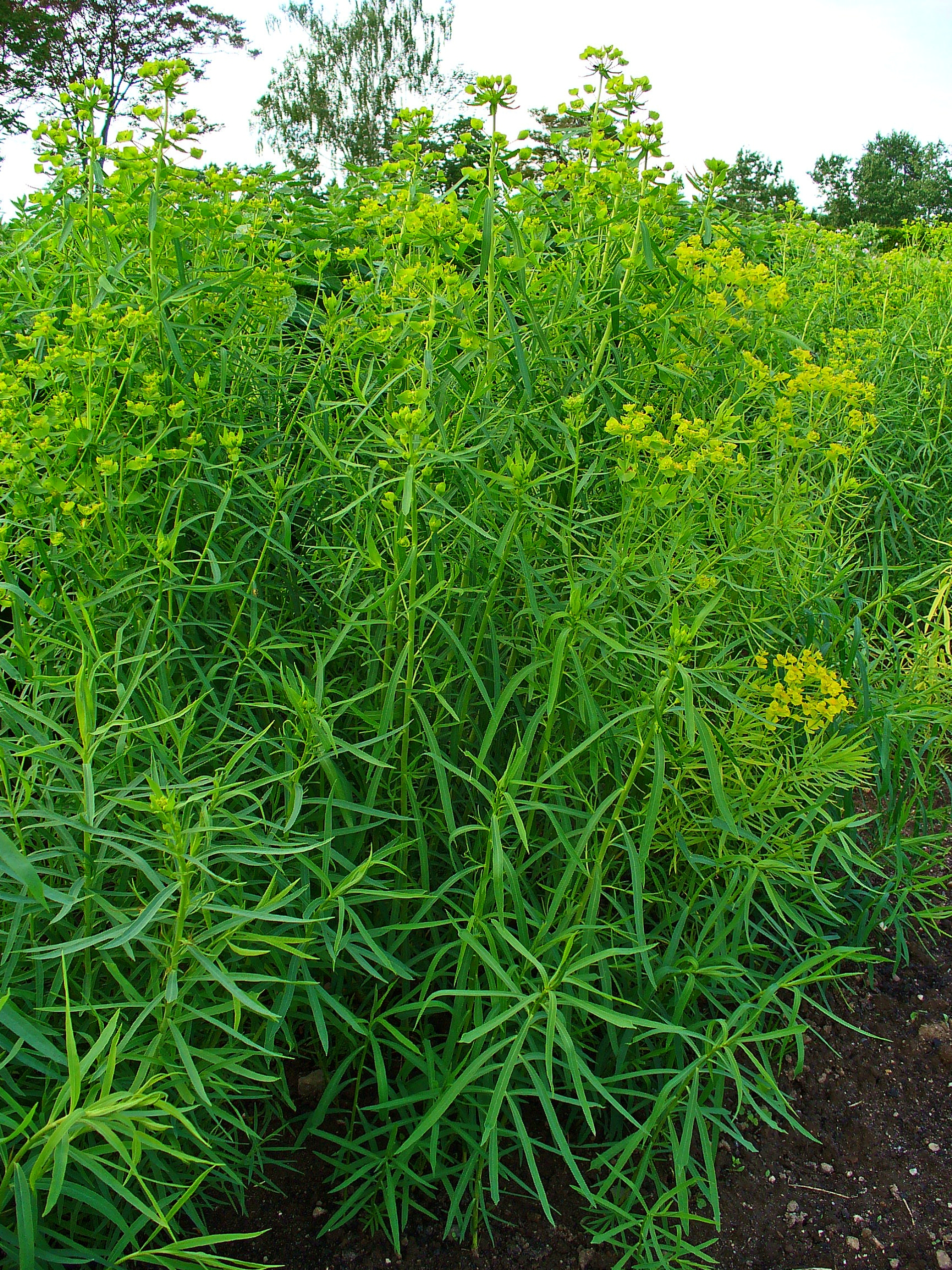
Kolonie rostlin
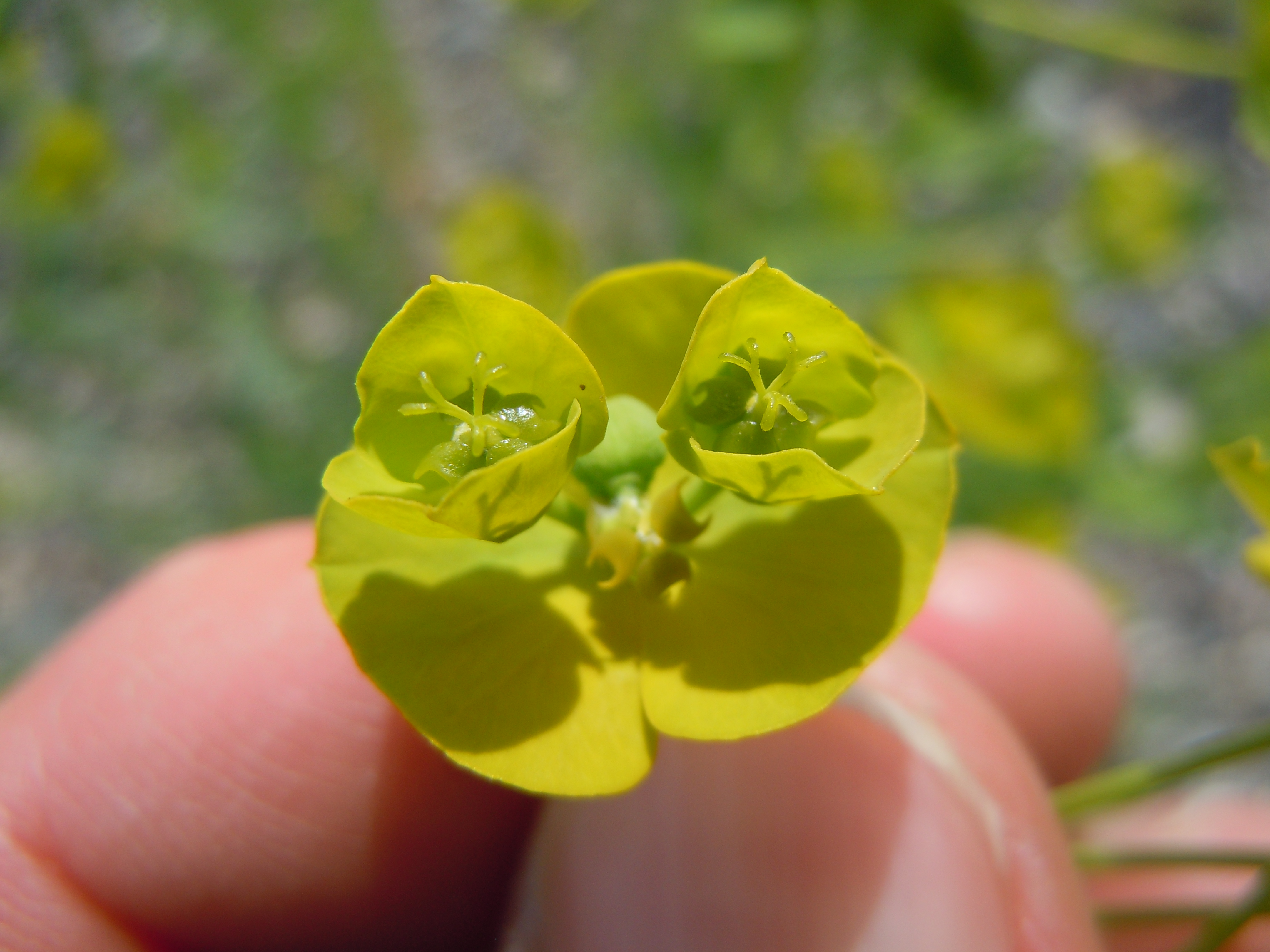
Cyathium
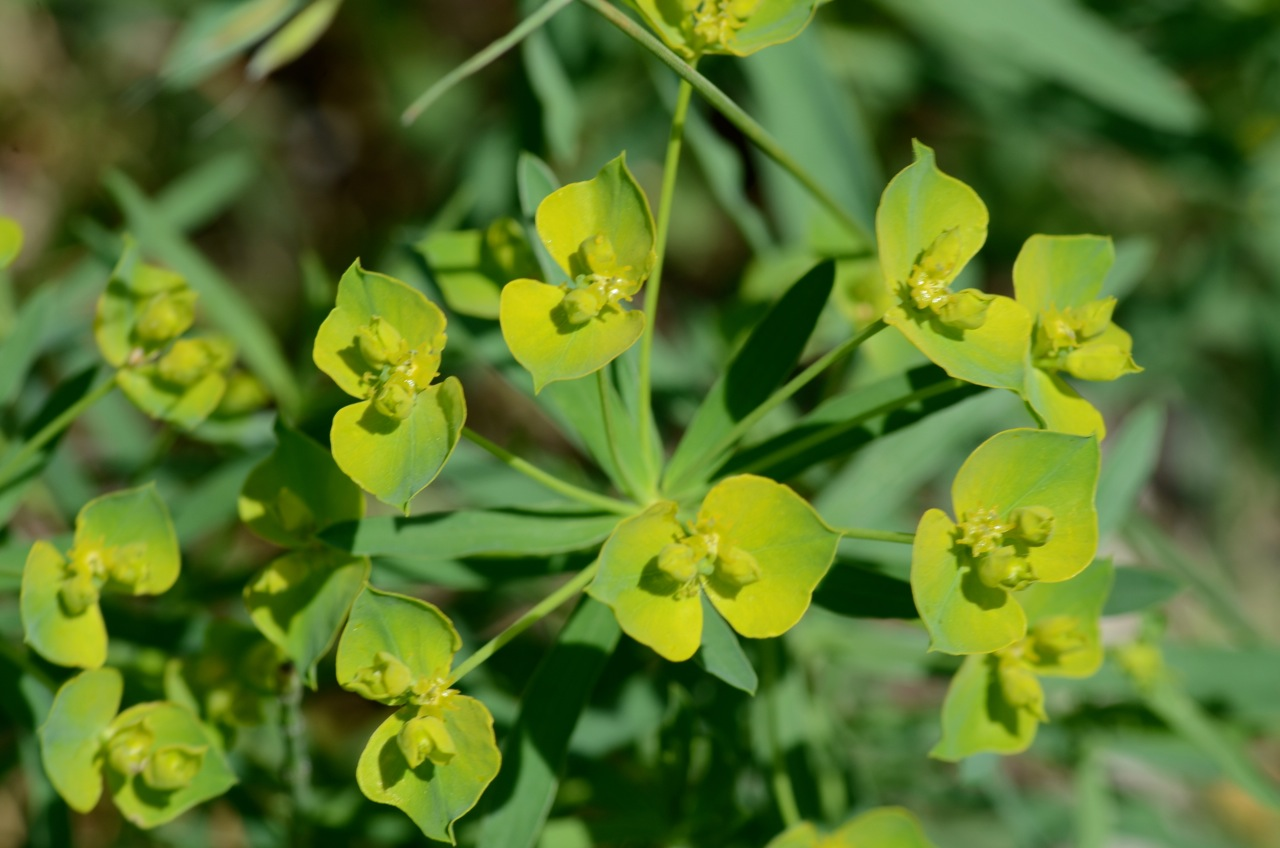
Část květenství
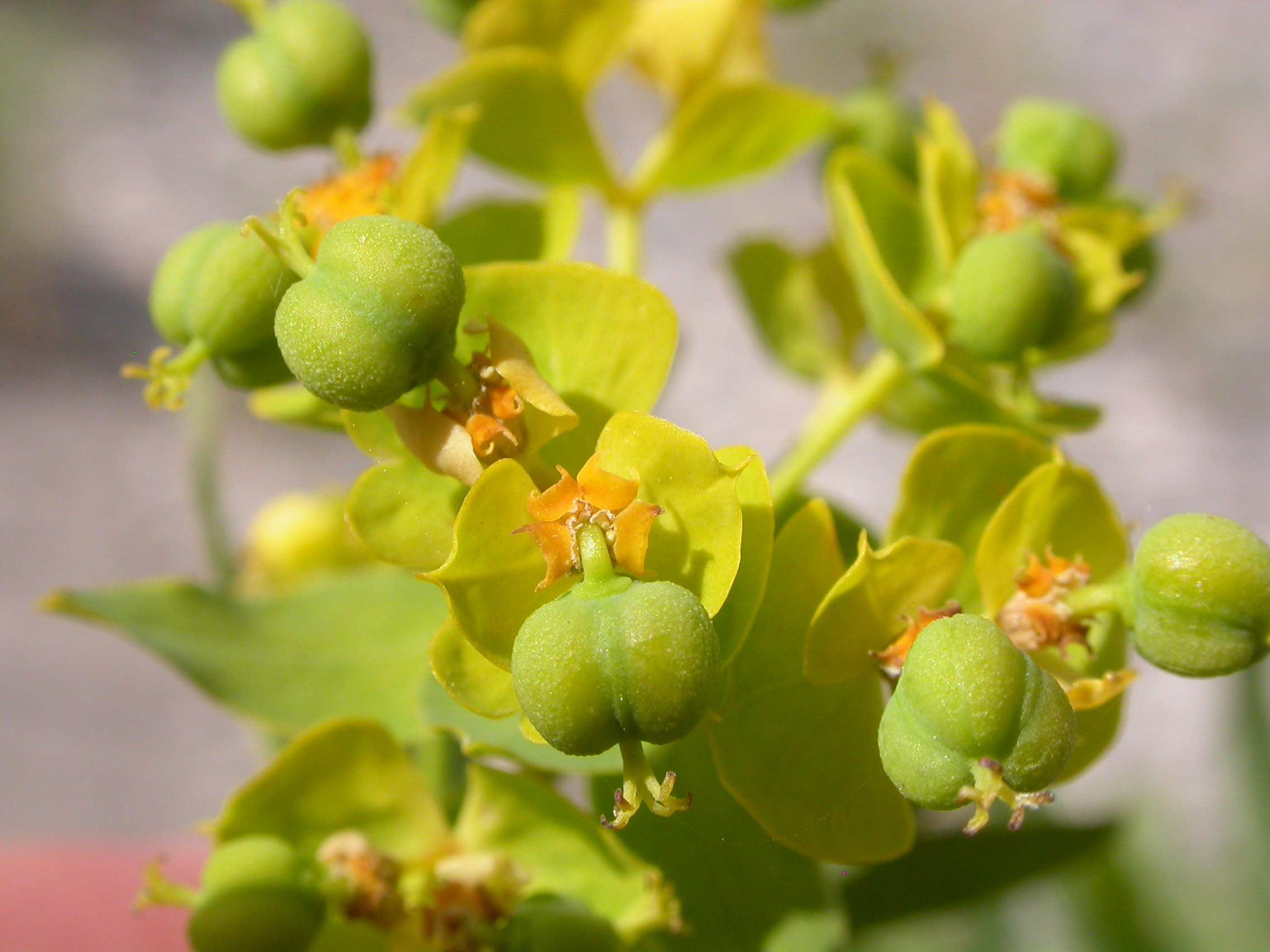
Zrající tobolky